# Charles David Allis
Charles David Allis (22 mars 1951 - 8 janvier 2023) est un biologiste moléculaire américain et professeur Joy et Jack Fishman à l'Université Rockefeller. Il est également chef du laboratoire de biologie de la chromatine et d'épigénétique et professeur au programme tri-institutionnel MD–PhD (les deux autres institutions étant le Memorial Sloan Kettering Cancer Center et Weill Cornell Medicine).

## Jeunesse et éducation
Allis est né et grandit à Cincinnati, Ohio. Son père est urbaniste et sa mère institutrice. Il entre à l'Université de Cincinnati en 1969, se spécialisant en biologie. Il a sa première expérience de recherche fondamentale au cours de sa dernière (ou quatrième) année de baccalauréat en sciences. Cette expérience l'attire vers la recherche et il va à l'Université de l'Indiana à Bloomington pour des études supérieures. Il obtient une maîtrise en 1975 et un doctorat trois ans plus tard, sous la direction d'Anthony Mahowald,.

## Carrière
Allis entreprend un stage postdoctoral à l'Université de Rochester après avoir obtenu son doctorat. En 1981, il rejoint le Baylor College of Medicine en tant que professeur adjoint au département de biochimie et au département de biologie cellulaire, et est promu professeur associé en 1986 et professeur titulaire en 1989. Il rejoint le département de biologie du Syracuse University College of Arts and Sciences en 1990.
Allis retourne à l'Université de Rochester en 1995 et devient professeur de biologie Marie Curran Wilson et Joseph Chamberlain Wilson deux ans plus tard. En 1998, Allis entre au département de biochimie et de génétique moléculaire de la faculté de médecine de l'université de Virginie. Il rejoint l'Université Rockefeller en 2003 en tant que professeur Joy et Jack Fishman et chef du laboratoire de biologie de la chromatine et d'épigénétique.
Allis est traité pour un cancer et meurt le 8 janvier 2023 dans un hôpital de Seattle, Washington. 

## Recherches
Allis est connu pour ses recherches sur les modifications des histones et leur relation avec la structure de la chromatine. Il commence à travailler sur Tetrahymena, un eucaryote unicellulaire cilié. Tetrahymena est un candidat idéal pour étudier l'acétylation des histones en raison de son double noyau. Il possède un macronoyau plus grand, transcriptionnellement actif et somatique, et un micronoyau plus petit, transcriptionnellement silencieux et germinal. À l’époque, la biologie de la chromatine n’est pas un sujet populaire, pas plus que l’utilisation d’organismes ciliés.
En 1996, son groupe isole l'histone acétyltransférase p55 de Tetrahymena, une enzyme qui acétyle les histones, et découvre que l'enzyme est homologue à Gcn5p, un coactivateur transcriptionnel connu chez la levure,. C'est la première fois que les acétyltransférases d'histones sont liées à l'activation de la transcription de l'ADN vérifiant l'hypothèse de Vincent Allfrey dans les années 1960 selon laquelle l'acétylation des histones régule la transcription,.
À la suite de ce rapport fondateur, Allis continue à étudier l'acétylation des histones, découvrant d'autres acétyltransférases d'histones, dont TAF1 (une partie du facteur de transcription TF "mwxA"II D nécessaire pour initier la transcription). Allis se lance également dans la recherche sur la phosphorylation et la méthylation des histones. Il lie la phosphorylation des histones à la mitose et à la stimulation des mitogènes, et établit une relation synergique entre la phosphorylation des histones et l'acétylation. Il détermine également le rôle de la méthylation de la lysine 9 de l'histone H3 identifie les protéines contenant le domaine SET comme étant l'histone méthyltransférase et découvre que l'ubiquitylation de l'histone régule la méthylation de l'histone.
En 2000, Allis et Brian Strahl proposent « l'hypothèse du code des histones », qui stipule que la transcription de l'ADN est largement régulée par les modifications des histones. Plus tard, Allis (avec Thomas Jenuwein) associe explicitement le code des histones à l'épigénétique et reconnait l'importance clinique des modifications des histones, en particulier dans les cancers,.
Les dernières années, son attention se porte sur les « oncohistones », qui sont des histones présentant des mutations qui déforment les modifications normales des histones, conduisant à des cancers,.

## Honneurs et récompenses
- Membre de l'Académie américaine des arts et des sciences (2001)[26]
- Prix Dickson de médecine (2002)[27]
- Prix Massry (2003)[28]
- Prix Wiley en sciences biomédicales (2004)[29]
- Membre de l'Académie nationale des sciences (2005)[30]
- Prix international de la Fondation Gairdner (2007)[31]
- Société américaine de biochimie et de biologie moléculaire - Prix Merck (2008)[32]
- Prix Rosenstiel (2010)[33]
- Prix japonais (2014)[34]
- Prix Charles-Léopold-Mayer (2014)[35]
- Prix Breakthrough en sciences de la vie (2015)[36]
- Prix Gruber de génétique (2016)[37]
- Prix March of Dimes en biologie du développement (2017)[38]
- Prix Albert-Lasker pour la recherche médicale fondamentale (2018)[39]
- Membre de l'Académie nationale de médecine (2019)[40]
- Prix du Centre médical d'Albany (2022)

Allis est membre de Phi Beta Kappa lorsqu'il obtient son diplôme de l'Université de Cincinnati.
Le Fonds de mentorat C. David Allis pour les jeunes scientifiques de l'Université Rockefeller est créé en son honneur,.